# Rajd Scottish 1971
Rajd Scottish 1971 (27. Scottish Rally) – 27. edycja rajdu samochodowego Rajdu Scottish rozgrywanego w Wielkiej Brytanii. Rozgrywany był od 5 do 10 czerwca 1971 roku. Była to ósma runda Rajdowych Mistrzostw Europy w roku 1971 oraz piąta runda Rajdowych Mistrzostw Wielkiej Brytanii.

## Klasyfikacja rajdu
| Miejsce                                                    | Kierowca                                                   | Pilot                                                      | Samochód                                                   | Czas                                                       | Strata                                                     |                                                            |
| Klasyfikacja generalna, ERC i mistrzostw Wielkiej Brytanii | Klasyfikacja generalna, ERC i mistrzostw Wielkiej Brytanii | Klasyfikacja generalna, ERC i mistrzostw Wielkiej Brytanii | Klasyfikacja generalna, ERC i mistrzostw Wielkiej Brytanii | Klasyfikacja generalna, ERC i mistrzostw Wielkiej Brytanii | Klasyfikacja generalna, ERC i mistrzostw Wielkiej Brytanii | Klasyfikacja generalna, ERC i mistrzostw Wielkiej Brytanii |
| ---------------------------------------------------------- | ---------------------------------------------------------- | ---------------------------------------------------------- | ---------------------------------------------------------- | ---------------------------------------------------------- | ---------------------------------------------------------- | ---------------------------------------------------------- |
| 1.                                                         | Chris Sclater                                              | John Davenport                                             | Ford Escort RS 1600 MKI                                    |                                                            | 0.0                                                        |                                                            |
| 2.                                                         | Mike Hibbert                                               | Howard Scott                                               | Ford Escort Twin Cam                                       |                                                            |                                                            |                                                            |
| 3.                                                         | Roy Fidler                                                 | Barry Hughes                                               | Ford Escort RS 1600 MKI                                    |                                                            |                                                            |                                                            |
| 4.                                                         | Robert McBurney                                            | Noel Smith                                                 | BMW 2002 Ti                                                |                                                            |                                                            |                                                            |
| 5.                                                         | Billy Coleman                                              | Dan O'Sullivan                                             | Alpine-Renault A110 1600                                   |                                                            |                                                            |                                                            |
| 6.                                                         | Drew Gallacher                                             | John Eyres                                                 | Ford Escort RS 1600 MKI                                    |                                                            |                                                            |                                                            |
| 7.                                                         | Adrian Boyd                                                | Beatty Crawford                                            | Ford Escort RS 1600 MKI                                    |                                                            |                                                            |                                                            |
| 8.                                                         | Bob Watson                                                 | Hugh McNeill                                               | Ford Escort RS 1600 MKI                                    |                                                            |                                                            |                                                            |
| 9.                                                         | Jack Tordoff                                               | Brian Marchant                                             | Saab 96 V4                                                 |                                                            |                                                            |                                                            |
| 10.                                                        | Brian Culcheth                                             | Johnstone Syer                                             | Triumph 2.5 Pi                                             |                                                            |                                                            |                                                            |